# Väpplingblåvinge
Väpplingblåvinge (Polyommatus dorylas) är en fjärilsart som beskrevs av Michael Denis och Ignaz Schiffermüller 1775. Väpplingblåvinge ingår i släktet Polyommatus och familjen juvelvingar. Arten förekommer i Götaland, Gotland och Öland. Arten har tidigare förekommit i Svealand men är numera lokalt utdöd. Artens livsmiljö är jordbrukslandskap. Inga underarter finns listade i Catalogue of Life.